# Monuments to an Elegy
Monuments to an Elegy é o nono álbum de estúdio da banda americana de rock alternativo/progressivo The Smashing Pumpkins, lançado no dia 9 de dezembro de 2014.
Billy Corgan referiu que, à semelhança do último álbum, Oceania,  o álbum faz parte de um projeto contínuo, Teargarden by Kaleidyscope.

## Faixas
1. "Tiberius" – 3:03
2. "Being Beige" – 3:40
3. "Anaise!" – 3:34
4. "One and all" – 3:45
5. "Run 2 me" – 4:09
6. "Drum + Fife" – 3:54
7. "Monuments" – 3:31
8. "Dorian" – 3:46
9. "Anti-Hero" – 3:20